# L'Escale
L'Escale é uma comuna francesa na região administrativa da Provença-Alpes-Costa Azul, no departamento dos Alpes da Alta Provença. Estende-se por uma área de 20,36 km². Em 2010 a comuna tinha 1 417 habitantes (densidade: 69,6 hab./km²).